# Голям кракс
Големият кракс (Crax rubra) е вид птица от семейство Cracidae. Видът е световно застрашен, със статут Уязвим.

## Разпространение и местообитание
Разпространен е в Белиз, Гватемала, Еквадор, Колумбия, Коста Рика, Мексико, Никарагуа, Панама, Салвадор и Хондурас.